# ESE Hidas
Az ESE Hidas egy a Baranya vármegyei II. osztály Tamási csoportjában szereplő magyar labdarúgóklub.
A klub a mérkőzéseit az Erkel Ferenc utcai sporttelepen játssza Hidason

## Történelem
A hidasi sportéletben 1952-ben gyökeres változások történtek. A Rákosi-korszak ’50-es éveiben az egész társadalomra jellemző volt a sportorientáció, amire az Aranycsapat és a helsinki olimpia magyar sportolóinak sikere csak rátettek egy lapáttal – ez a labdarúgásban különösen érezhető volt. Az ipari üzemek helyi mecénásokká váltak, sportlétesítmények épültek, a klubalapításnak egy újabb hulláma kezdődött a mecseki bányavidéken is.
Így történt, hogy a hidasi lignitbányászok aktív közreműködésével a Hidasi Bányász Sportkör is megalakult és benyújtotta nevezését a labdarúgó megyebajnokság versenyrendszerébe. 1953.március 15-én a Vasasi Bányász SK elleni bajnoki sporttörténelmi pillanatként él a helyiek emlékezetében: a hidasi focicsapat első hivatalos mérkőzésén 3-1-es győzelemmel debütált. 
Azóta számtalan győzelem, döntetlen és vereség tanúi lehettek a hidasi meccsre járók, akiknek a létszáma az azóta eltelt 58 évben nagyjából 50 és 1000 között változott – csapat eredményességétől, összetételétől, az ellenfél hírétől, az időjárástól és az életmód változásától függően.
A csapatvezetők 1956-ig a régi pályán, a jelenlegi 6-os főút mellett rendezték a hazai meccseket, közben minden második héten teherautókon, majd különféle bérelt öreg buszokon utaztak az idegenbeli találkozókra. 1956-ban átadták az Erkel Ferenc utcában épített, betonkerítéssel övezett „Bányász-sporttelepet”, amelynek kiváló gyepe, nézőtere és öltözőépülete a mai napig használatban van. Az épület az 1990-es évek elején nagy társadalmi összefogás eredményeként renoválva és bővítve lett.
A csapat történetének első korszaka egyébként 1966-ig tartott, hiszen akkor a bánya bezárása miatt megszűnt a főtámogató, elveszett a névadó szponzor. A sportkör tulajdonképpen a helyi tanács „felügyelete alá került”. A Bányász kifejezés el is tűnt a csapatnévből. Az Egységes Sportegyesület Hidas elnevezés az írott források szerint csak 1979-ben került be a Baranya Megyei Bíróság nyilvántartásába. Miután a kormány 1989-ben ratifikálta az egyesületi törvényt, 1989.október 16-án jogerős végzés született arról, hogy a klub önálló jogi szervezet lett, felkerült a hivatalos sportegyesületek országos listájára.
Az azóta készült statisztikák közül néhány azért sem lehet pontos, mert közel 6 évtized alatt sokat változott a klub körüli személyzet és az információk rögzítésének technikai lehetősége is. Amit csak becsülni lehet, hogy a hidasi felnőtt csapat fennállása óta több mint 1600 bajnoki és 180 kupamérkőzést játszott. Az edzőmérkőzések száma szinte felmérhetetlen, de 400-at biztosan vívtak 2010 teléig. Ezeken a találkozókon 380-400 játékos lépett pályára hidasi színekben. A tősgyökeres „ikonok” közül többen is büszkélkedhetnek azzal, hogy 500-nál több bajnokin viselték a helyi csapatuk mezét. A jelenlegi keretben Daradics Sándor csapatkapitány is elmondhatja ezt magáról. Mellette többen is kaptak már a vezetőktől 100, 200 vagy 300 bajnoki után járó emlékplakettet a mai kerettagok közül.
Az eredményekről: a csapat fennállása óta szerepelt már a járási, a megyei III, II, I/B, I és az NB III osztályokban is. Számtalan érem és a 4 bajnoki cím közül a legértékesebb a 2003 júniusában nyert megyei I-es bajnoki cím, amivel a csapat története során először – és eddig utoljára – jutott fel az országos NB III-as bajnokságba. 
Az 58 év további mérlege: a hidasi kispadokon összesen 26 edző foglalt helyet. A feljegyzések 7 sportköri elnököt tartanak nyilván, de volt köztük olyan is, aki többször töltötte be ezt a felelős tisztséget.

## Jelen
A csapat a 2008/09-es idény óta játszik a magyar labdarúgás hatodik vonalának számító Megye II. Tamási csoportjában, és az elmúlt 3 évben az ötödik helyen végzett. A jelenleg is zajló 2011/12-es szezonban az első helyen áll, Nagykozár csapatát megelőzve. Az egyesület célja az ötödik osztályba való feljutás!

## Sikerei

### Megyei
- Megyei bajnok: 2002/2003

## Bajnoki szereplések
| Bajnoki év                  | Osztály                                                      | Helyezés   | Csapatok száma |
| --------------------------- | ------------------------------------------------------------ | ---------- | -------------- |
| 1953                        | megyei I.                                                    | 10.        | 14             |
| 1954                        | megyei I.                                                    | 8.         | 16             |
| 1955                        | megyei I.                                                    | 9.         | 16             |
| 1956                        | megyei I.                                                    | 10.        | 16             |
| 1957 tavaszi "félbajnokság" | osztályozó az NBIII-ért: 8 csapatos Bajai-csoportban 3. hely | nincs adat | nincs adat     |
| 1957/58                     | megyei I.                                                    | 6.         | 14             |
| 1958/59                     | megyei I.                                                    | 9.         | 16             |
| 1959/60                     | megyei I.                                                    | 14.        | 16             |
| 1960/61                     | járási 1.                                                    | nincs adat | nincs adat     |
| 1961/62                     | járási 2.                                                    | 10         | nincs adat     |
| 1962/63                     | járási 1.                                                    | nincs adat | nincs adat     |
| 1963 őszi "félbajnokság"    | megyei I. Nyugati csoport                                    | 3.         | 8              |
| 1964                        | megyei I.                                                    | 14.        | 16             |
| 1965                        | megyei I.                                                    | 9.         | 15             |
| 1966                        | megyei I.                                                    | 16.        | 16             |
| 1967                        | megyei II. Keleti csoport                                    | 11.        | 12             |
| 1968                        | megyei II.                                                   | nincs adat | nincs adat     |
| 1969                        | megyei II. A csoport                                         | 9.         | 12.            |
| 1970 tavaszi "félbajnokság" | megyei II.                                                   | nincs adat | nincs adat     |
| 1970/71                     | megyei II. Keleti csoport                                    | 7.         | 14             |
| 1971/72                     | megyei II. Keleti csoport                                    | 12.        | 14             |
| 1972/73                     | megyei II. Keleti csoport                                    | 6.         | 14             |
| 1973/74                     | megyei II.                                                   | 9.         | 16             |
| 1974/75                     | megyei II.                                                   | 16.        | 16             |
| 1975/76                     | járási                                                       | nincs adat | nincs adat     |
| 1976/77                     | járási                                                       | nincs adat | nincs adat     |
| 1977/78                     | járási                                                       | nincs adat | nincs adat     |
| 1978/79                     | járási                                                       | 1.         | nincs adat     |
| 1979/80                     | megyei II. Tamási csoport                                    | 12.        | 16             |
| 1980/81                     | megyei II. Tamási csoport                                    | 3.         | 14             |
| 1981/82                     | megyei II. Tamási csoport                                    | 8.         | 16             |
| 1982/83                     | megyei II. Tamási csoport                                    | 12.        | 16             |
| 1983/84                     | megyei II. Tamási csoport                                    | 5.         | 16             |
| 1984/85                     | megyei II. Tamási csoport                                    | 13.        | 16             |
| 1985/86                     | megyei II. Czibulka-csoport                                  | 9.         | 16             |
| 1986/87                     | megyei II. Tamási csoport                                    | 16.        | 16             |
| 1987/88                     | megyei II. Tamási csoport                                    | 2.         | 14             |
| 1988/89                     | megyei II. Tamási csoport                                    | 6.         | 14             |
| 1989/90                     | megyei II. Tamási csoport                                    | 1.         | 14             |
| 1990/91                     | megyei I/B.                                                  | 2.         | 14             |
| 1991/92                     | megyei I.                                                    | 16.        | 18             |
| 1992/93                     | megyei II. Tamási csoport                                    | 8.         | 16             |
| 1993/94                     | megyei II. Tamási csoport                                    | 10.        | 16             |
| 1994/95                     | megyei II. Tamási csoport                                    | 10.        | 16             |
| 1995/96                     | megyei II. Tamási csoport                                    | 9.         | 16             |
| 1996/97                     | megyei II. Tamási csoport                                    | 6.         | 16             |
| 1997/98                     | megyei II. Tamási csoport                                    | 2.         | 16             |
| 1998/99                     | megyei II. Tamási csoport                                    | 1.         | 16             |
| 1999/2000                   | megyei I.                                                    | 6.         | 16             |
| 2000/01                     | megyei I.                                                    | nincs adat | nincs adat     |
| 2001/02                     | megyei I.                                                    | 3.         | nincs adat     |
| 2002/03                     | megyei I.                                                    | 1.         | 16             |
| 2003/04                     | NB III. Dráva-csoport                                        | 16.        | 16             |
| 2004/05                     | megyei I/B.                                                  | 16.        | 16             |
| 2005/06                     | megyei I/B.                                                  | 14.        | 16             |
| 2006/07                     | megyei I/B.                                                  | 13.        | 16             |
| 2007/08                     | megyei I.                                                    | 10.        | 14             |
| 2008/09                     | megyei II. Tamási csoport                                    | 5.         | 14             |
| 2009/10                     | megyei II. Tamási csoport                                    | 5.         | 15             |
| 2010/11                     | megyei II. Tamási csoport                                    | 5.         | 16             |
| 2011/12 (ősz)               | megyei II. Tamási csoport                                    | 1.         | 16             |